# Pomacentrus burroughi
Pomacentrus burroughi là một loài cá biển thuộc chi Pomacentrus trong họ Cá thia. Loài này được mô tả lần đầu tiên vào năm 1918.

## Từ nguyên
Từ định danh của loài được đặt theo tên của Marmaduke Burrough (1797-1844), một bác sĩ kiêm đại sứ, người đã thu thập các loài cá (có lẽ bao gồm cả mẫu định danh của loài này) tại Manila (Philippines) trên chuyến hành trình đến Viện Hàn lâm Khoa học Tự nhiên Philadelphia (nay là Viện Hàn lâm Khoa học Tự nhiên Đại học Drexel), là nơi mà tác giả H. W. Fowler làm việc.

## Phạm vi phân bố và môi trường sống
P. burroughi có phạm vi phân bố tương đối rộng rãi ở vùng biển Tây Thái Bình Dương. Chúng được tìm thấy tại Việt Nam, khu vực Tam giác San Hô (gồm các quốc gia Philippines, Indonesia, Papua New Guinea, quần đảo Solomon), Palau và Fiji. P. burroughi sinh sống tập trung gần những rạn san hô viền bờ và trong đầm phá, thường thấy ở khu vực mà nền đáy có nhiều đá vụn, độ sâu đến 16 m.

## Mô tả
Chiều dài lớn nhất được ghi nhận ở P. burroughi là 8,5 cm.
Số gai ở vây lưng: 13; Số tia vây ở vây lưng: 15–16; Số gai ở vây hậu môn: 2; Số tia vây ở vây hậu môn: 15–16; Số gai ở vây bụng: 1; Số tia vây ở vây bụng: 5.

## Sinh thái học
Thức ăn của P. burroughi là tảo và các loài động vật phù du. Cá đực có tập tính bảo vệ và chăm sóc trứng.